# Marcipa mediana
Marcipa mediana là một loài bướm đêm trong họ Erebidae.